# Yukidori Zawa
Yukidori Zawa är en dal i Antarktis. Den ligger i Östantarktis. Norge gör anspråk på området. Yukidori Zawa ligger vid sjön Yukidori Ike.